# Герб Опольского воеводства

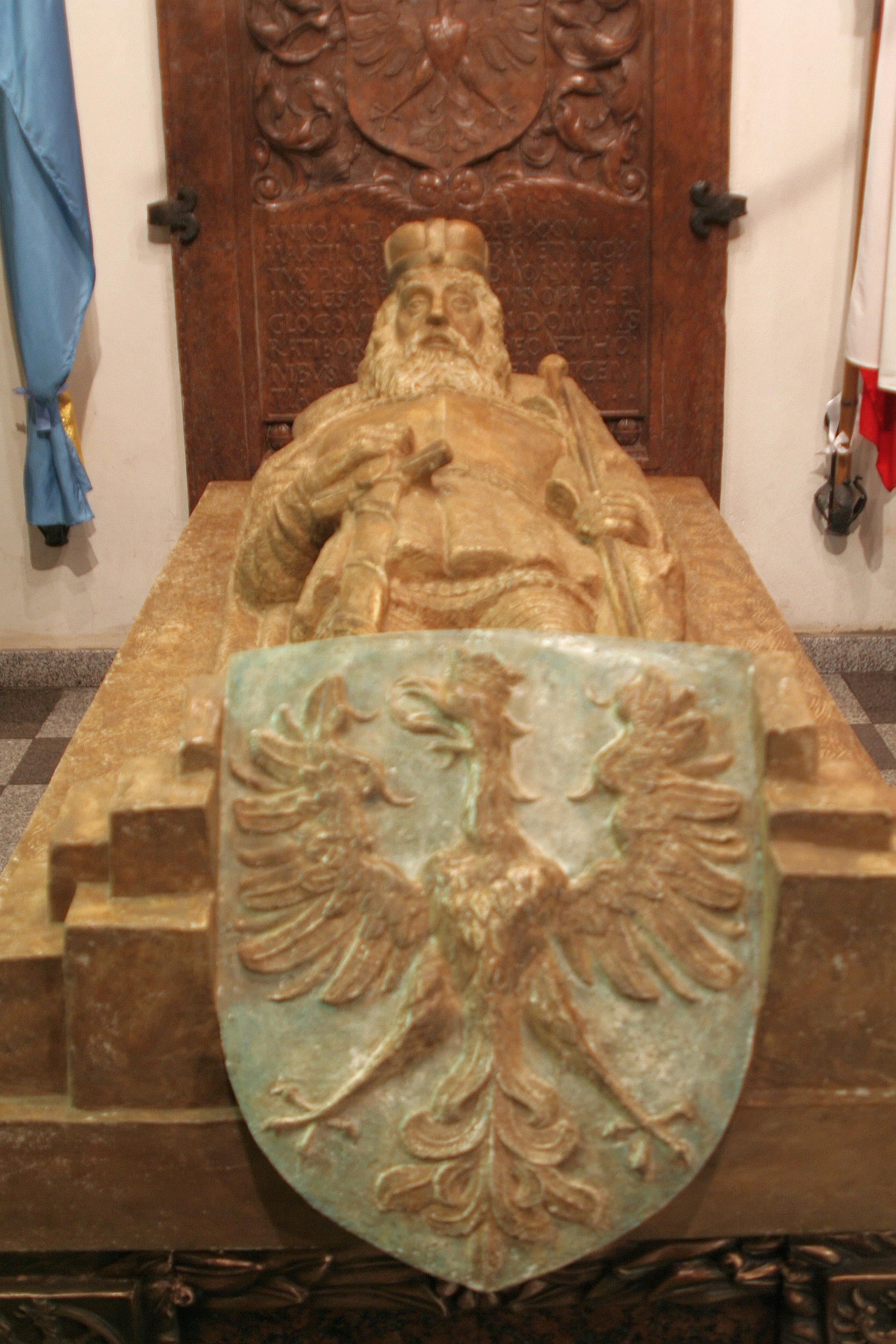
Саркофаг князя Опольского Яна II Доброго в Кафедральном костёле Святого Креста в Ополе

Герб Опольского воеводства (пол. Herb Województwa Opolskiego) — один из официальных символов Опольского воеводства Польши. Утверждён Постановлением Сеймика Опольского воеводства № XXIV/179/2000 от 28 декабря 2000 года.

## Описание
Официальное описание герба Опольского воеводства:

Гербом Опольского воеводства является стилизованный орёл золотого цвета в короне, размещённый на голубом щите.
Оригинальный текст (пол.)Herb Województwa Opolskiego stanowi stylizowany orzeł w koronie w kolorze złotym umieszczony na błękitnej tarczy.— System identyfikacji wizualnej Województwa Opolskiego.
Гербом Опольского воеводства является известный с XV века родовой герб князя Опольского Яна II Доброго, последнего представителя опольско-рацибужской линии Силезких Пястов, унаследовавшего Опольское княжество в 1476 году, умершего в 1532 году и похороненного в Опольском Кафедральном костёле Святого Креста.